# 古閑陽子
古閑 陽子（こが ようこ、1981年9月27日 - ）は、元日本テレビ女性アナウンサー。

## 経歴
- 神奈川県横浜市出身。身長162cm、血液型O型。
- 神奈川県立市ケ尾高等学校、早稲田大学商学部卒業後、2005年日本テレビに入社。同期入社は藤田大介。
- 2006年10月1日より『スポーツうるぐす』に起用される。
- 2008年3月31日より『Oha!4 NEWS LIVE』のメインキャスターに起用される。
- 2010年9月7日、「ズームイン!!SUPER 全国うまいもの博」（東京：髙島屋新宿店）での開幕記念トークショーの席上にて寿退社することを発表した[1]。担当番組からは9月末で卒業し、同年11月末に退社した[2]。
- 2008年から立教大学大学院へ進学し福祉制度に関する研究を始める。2011年3月、立教大学大学院21世紀社会デザイン研究科修士課程修了。修士論文のタイトルは「介護保険制度における介護NPOの可能性と課題」。
- 結婚後は香港に移住し、2011年2月22日の『ズームイン!!SUPER』の香港中継のエンディングに5ヶ月ぶりに出演した。

## エピソード
- 高校1、2年の2年間、剣道部だった。部員が男子2人で女子が古閑だけだった。なお古閑が2年のときに廃部になった[3]。
- 大学受験で全校落ちたとき、親に浪人を承諾してもらうために一度だけ頭を丸坊主にしたことがある。その父親は自宅内でもスラックスを着用し、テレビはNHKしか見ないという。
- 大学時代は「キャリナビ」で記者経験あり。英語検定2級所持。
- 学生時代ボランティア活動を活発に行い福祉に関心を持っており、日本テレビ在籍時には「将来は福祉番組を担当したい」という意思を表明していたことがある。
- 2008年2月17日の東京マラソンに同僚のアナウンサーらと共に出場。一緒に出場した一般参加者に伴走したため、時間切れで完走できなかった。

## アナウンサー時代の担当番組
- あすの天気
- スポんちゅ（月・火・金曜担当　2006年4月〜2006年9月30日）
- シオドメディア2代目MCの宮崎宣子にかわり、3代目MC（占い師見習い）を担当。ちなみに、初代は宮崎の同期である佐藤良子。(2005年9月30日〜2006年9月29日)
- Oha!4 NEWS LIVE※代理出演
  - 山本舞衣子の休暇代理（2006年10月27日）
  - 脊山麻理子の休暇代理（2007年8月30日〜31日）
- ラジかるッ※宮崎宣子の休暇に伴う代理
- くりぃむしちゅーのたりらリでイキます!!
- スポーツうるぐす（2006年10月1日〜2008年3月23日）鈴江奈々から引継ぎ、降板後は後輩の松尾英里子と入れ替わりで「Oha!4 NEWS LIVE」に転出。なお、約1年半の担当は女子アナでは最短期間（2008年3月時点）
- donna（水曜担当）
- AX MUSICプラス（CS日テレプラス&サイエンス（現・日テレプラス））
- 東京六大学野球春季・秋季リーグ（リポーター　CS日テレG+、BS日テレ　早稲田戦のみ担当。）
- ズームイン!!SUPER※佐藤良子の休暇に伴う代理（2008年5月15日・16日）
- Oha!4 NEWS LIVE （月・火曜メインキャスター、2008年4月〜2010年3月23日)
- レコ☆HITS!（2009年3月25日〜2009年5月）
- 天才!!カンパニー（2007年10月〜2010年9月）
- ズームイン!!SUPER（取材・中継担当、2008年10月〜2010年9月）